# Saison 1996-1997 de l'Élan sportif chalonnais
Saison 1996-1997 de l'Élan chalon en Pro A, avec une onzième place pour sa première année dans l'élite.

## Effectifs
| Nationalité | Joueur            | Taille |
| ----------- | ----------------- | ------ |
|             | Germain Castano   | 1,84 m |
|             | Youcef Ouldyassia | 1,95 m |
|             | Charles Pittman   | 2,04 m |
|             | Emmanuel Schmitt  | 1,94 m |
|             | Christian Garnier | 1,98 m |
|             | Kent Hill         | 1,98 m |
|             | Damon Patterson   | 2 01   |

| Nationalité | Joueur            | Taille |
| ----------- | ----------------- | ------ |
|             | Cyril Delcombel   | 1,81 m |
|             | Christophe Bullot | 2,05 m |
|             | Benoit Claude     | 1,98 m |
|             | Thierno Gueye     | 2,05 m |

| Nationalité | Joueur                    | Taille |
| ----------- | ------------------------- | ------ |
|             | Rimas Kurtinaitis (coupé) | 1,95 m |
|             | Scott Patterson (coupé)   | 2,07 m |
|             | Philippe Urie (pigiste)   | 1,85 m |
|             | Bruno Croix (pigiste)     | 2,02 m |

## Matchs

### Matchs amicaux
Avant saison
- Bourg-en-Bresse / Chalon-sur-Saône : 78-70
- Chalon-sur-Saône / Strasbourg : 76-85 (Tournoi de Bourgogne à Dijon)
- Montpellier / Chalon-sur-Saône : 76-83 (à Sète)
- Hyères-Toulon / Chalon-sur-Saône : 66-64
- Strasbourg / Chalon-sur-Saône : 81-83 (à Mulhouse)
- Chalon-sur-Saône / Montpellier : 67-71 (Tournoi de Roanne)
- Roanne / Chalon-sur-Saône : 67-82 (Tournoi de Roanne)
- Chalon-sur-Saône / Université du Wisconsin (USA) : 72-66
- Chalon-sur-Saône / Tally (Allemagne) : 77-92 (Tournoi de Besançon)
- Chalon-sur-Saône / Alost (Belgique) : 85-70 (Tournoi de Besançon)

### Championnat

#### Matchs aller
- Chalon-sur-Saône / Pau-Orthez : 77-93
- Nancy / Chalon-sur-Saône : 93-91 (Après Prolongation)
- Chalon-sur-Saône / Gravelines : 69-80
- Chalon-sur-Saône / Dijon : 83-69
- Chalon-sur-Saône / Paris : 76-86
- Montpellier / Chalon-sur-Saône : 82-76
- Chalon-sur-Saône / Besançon : 100-97 (2 prolongations)
- Cholet / Chalon-sur-Saône : 93-73
- Chalon-sur-Saône / Évreux : 81-74
- Villeurbanne / Chalon-sur-Saône : 94-74
- Chalon-sur-Saône / Antibes : 79-85
- Chalon-sur-Saône / Limoges : 71-78
- Levallois / Chalon-sur-Saône : 83-77
- Chalon-sur-Saône / Strasbourg : 78-74
- Le Mans / Chalon-sur-Saône : 83-65

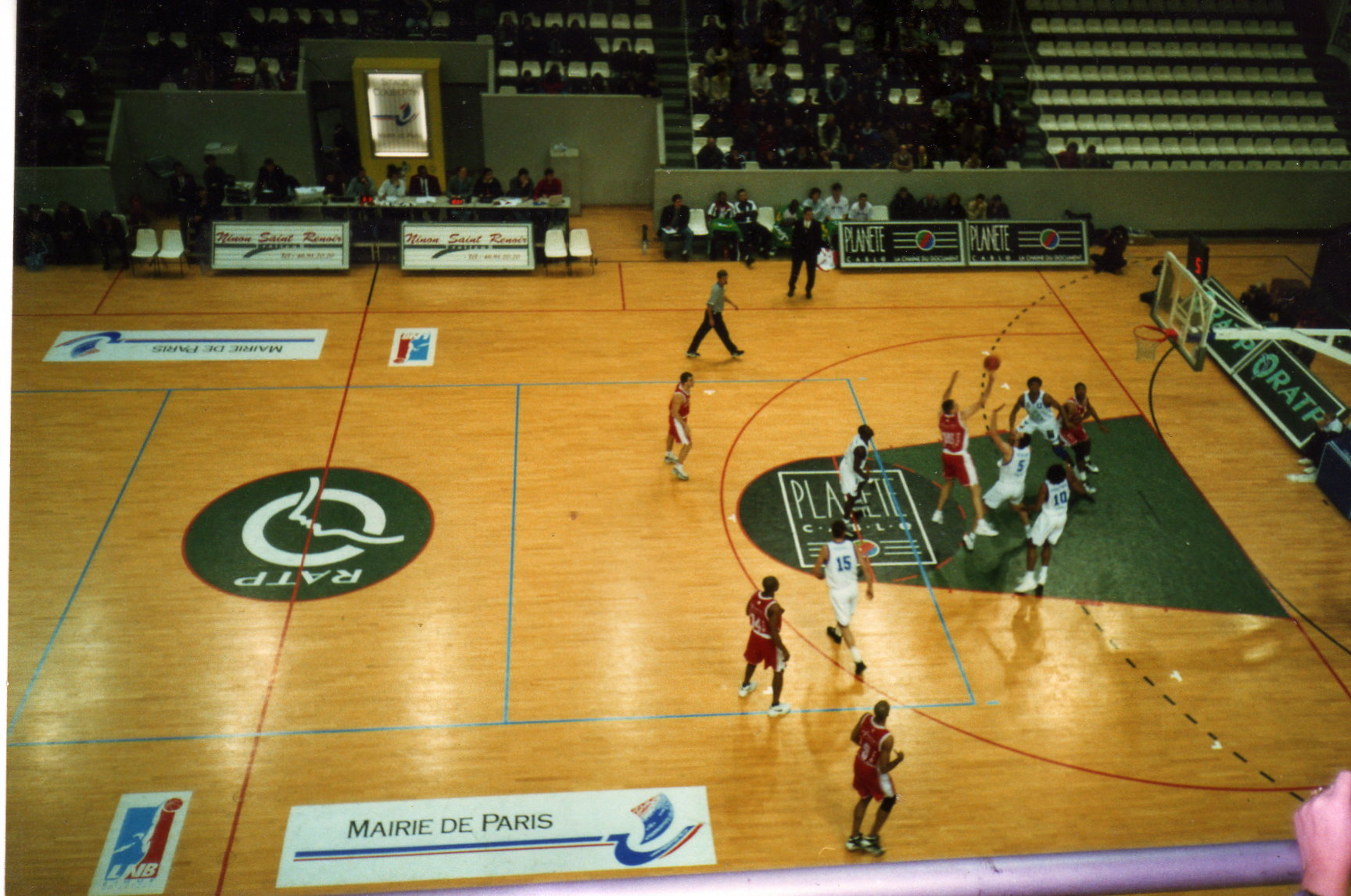
Match de Pro A contre Paris en 1997.

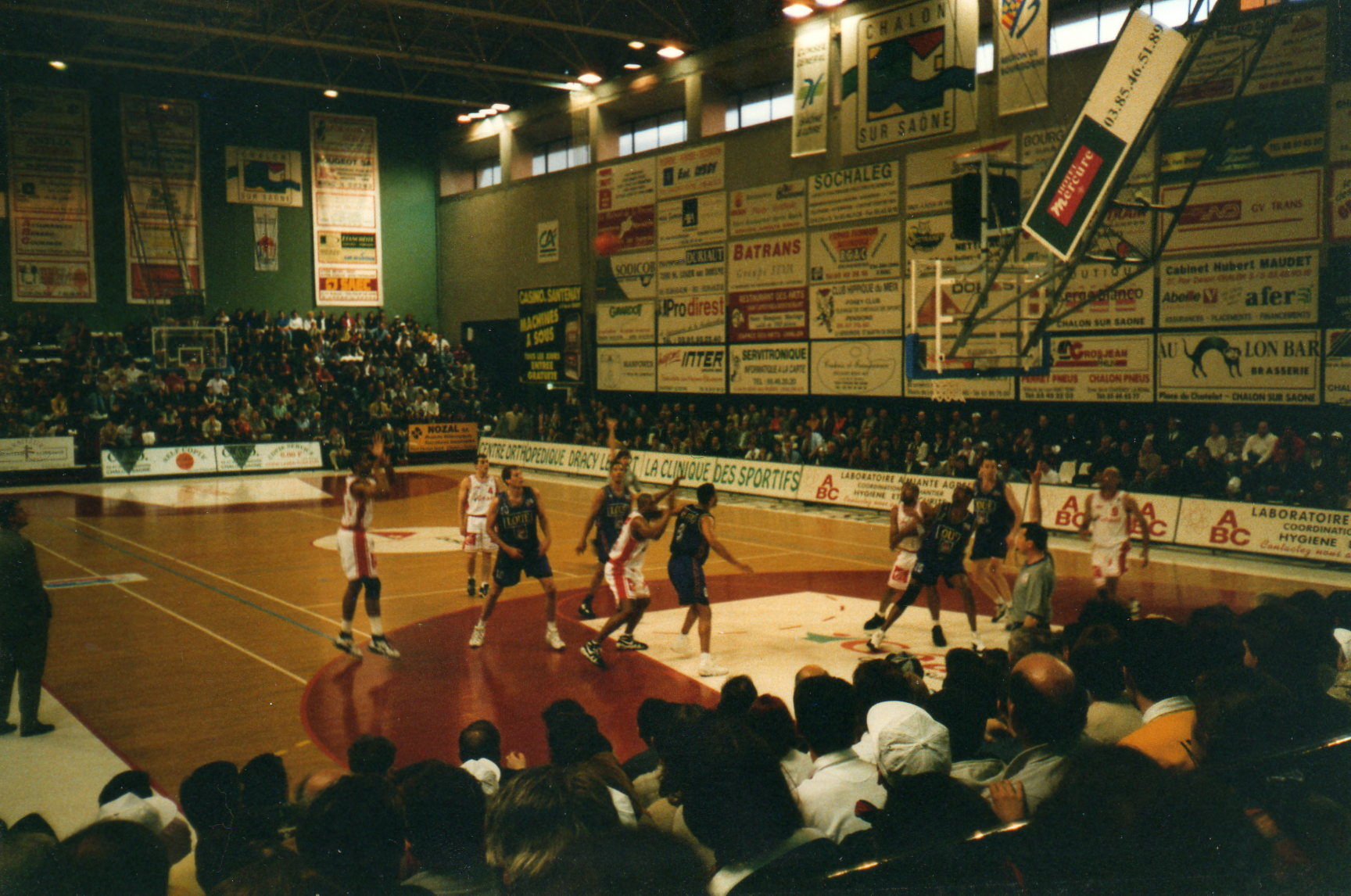
Match de Pro A contre Le Mans en mai 1997.

#### Matchs retour
- Chalon-sur-Saône / Nancy : 87-82
- Gravelines / Chalon-sur-Saône : 61-68
- Dijon / Chalon-sur-Saône : 91-84 (2 prolongations)
- Paris / Chalon-sur-Saône : 71-64
- Chalon-sur-Saône / Montpellier : 64-67
- Besançon / Chalon-sur-Saône : 64-73
- Chalon-sur-Saône / Cholet : 63-84
- Évreux / Chalon-sur-Saône : 74-75
- Chalon-sur-Saône / Villeurbanne : 65-80
- Antibes / Chalon-sur-Saône : 76-66
- Limoges / Chalon-sur-Saône : 75-77
- Chalon-sur-Saône / Levallois : 71-65
- Strasbourg / Chalon-sur-Saône : 78-67
- Chalon-sur-Saône / Le Mans : 81-76
- Pau-Orthez / Chalon-sur-Saône : 81-74

Extrait du classement de Pro A 1996-1997

## Bilan

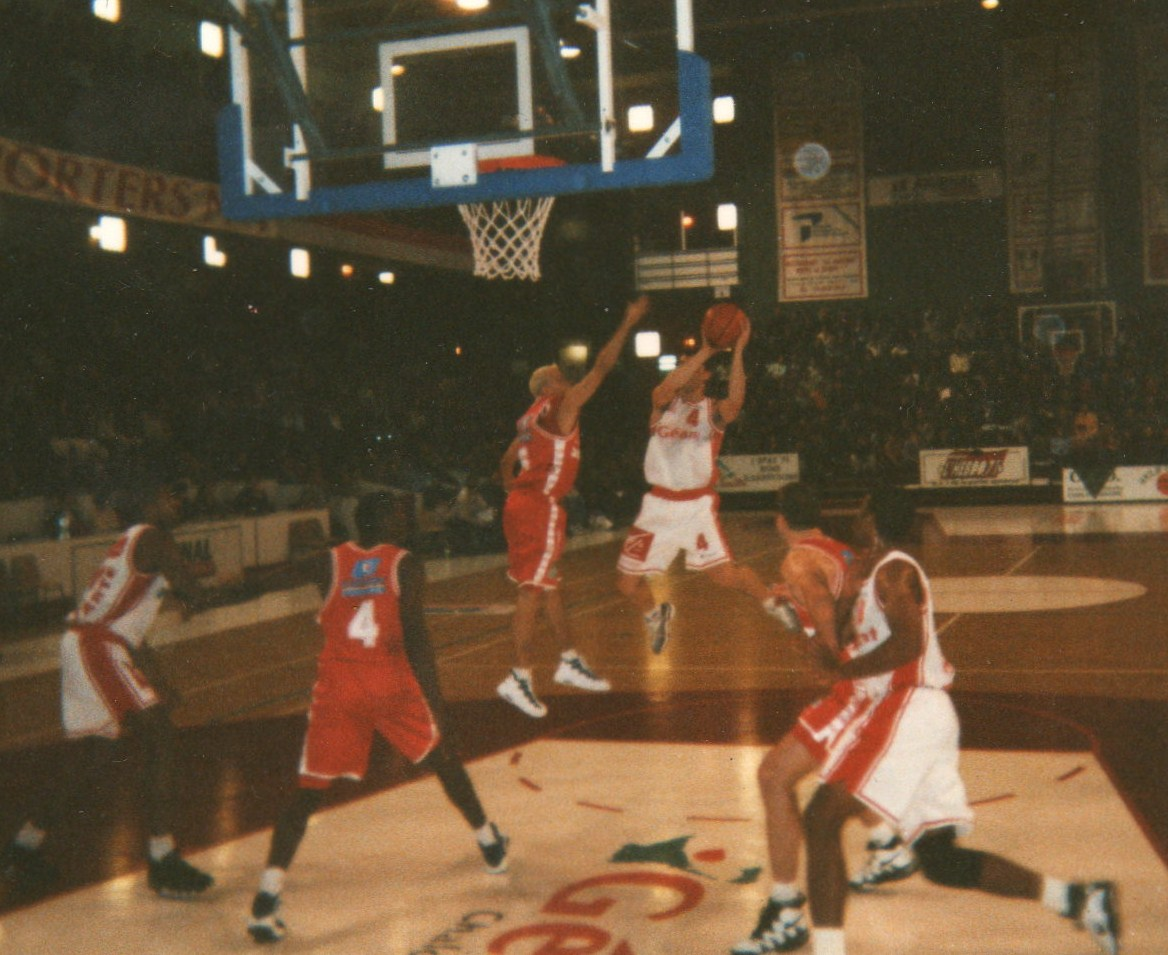
Match de Pro A contre Nancy en 1996.

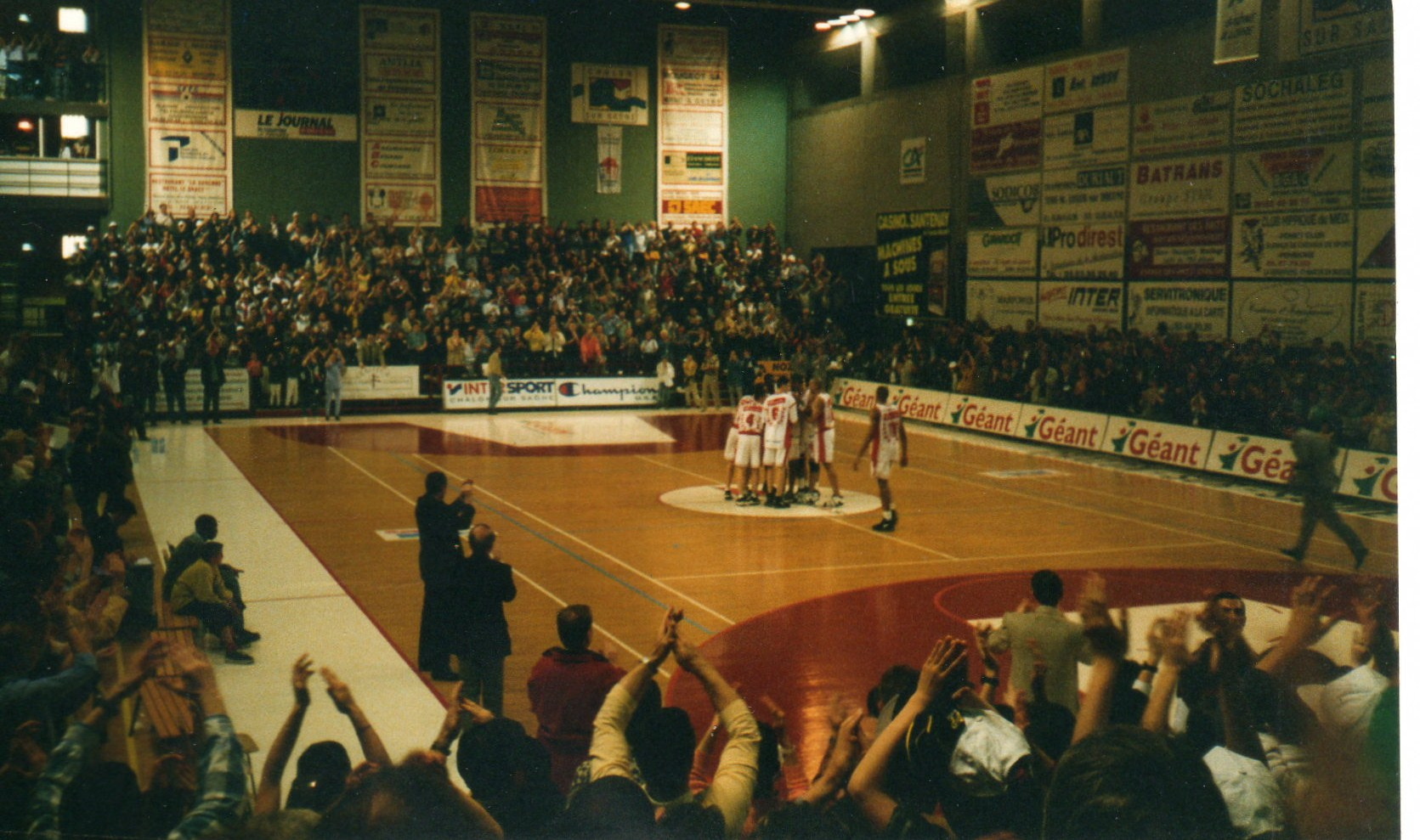
Fin de match Elan Chalon - Le Mans